# Stop Drop and Roll!!!
Stop Drop and Roll!!! es el álbum debut de la banda de rock norteamericana Foxboro Hot Tubs. 
El álbum estuvo primero disponible en formato de descarga digital el 22 de abril de 2008, y fue lanzado en formato CD el 20 de mayo de 2008, y como LP el 10 de junio de 2008. 
Mother Mary fue el primer sencillo del álbum y generó muchos rumores luego de su lanzamiento acerca de si la banda era un proyecto del grupo Green Day, como lo fue con Money Money 2020. 
La canción alcanzó su punto más alto en el puesto nº16 de la lista Billboard Modern Rock Chart.

## Historia
El álbum fue grabado en el año 2007 bajo el sello discográfico de Jingletown Records mientras los integrantes de Green Day escribían las canciones de su octavo álbum de estudio, 21st Century Breakdown, que sería lanzado en 2009.
Parte del álbum estaba en un principio disponible para descargalo gratuitamente en el sitio web del grupo como EP, pudiendo descargar un total de 6 canciones. Estas canciones más tarde fueron utilizadas para el 
lanzamiento del álbum en formato CD (a excepción de la canción Highway 1 que fue substituida por la canción Broadway). 
Sobre la descarga gratuita, todas las canciones tenían fragmentos de películas de los años 60 y 70 en principio, sin embargo, estos fueron quitados de la página en el momento de lanzar el disco.
Poco después del lanzamiento del disco, Billie Joe Armstrong dijo en una entrevista con NME magazine: "La única similitud entre Green Day y The Foxboro Hot Tubs es que somos la misma banda" .
Los sencillos del álbum fueron "Mother Mary" lanzado a principios de 2008, "The Pedestrian" lanzado el 1 de abril de 2008 y "Stop Drop and Roll!!!" lanzado a fines de 2008.

## Influencias
Musicalmente, las canciones tienen un estilo propio del rock de los años 60 y el punk de los 70, y además, tiene influencias tales como Iggy Pop, The Hi-Fives y Tommy James and the Shondells y de bandas actuales tales como The Strokes, The Hives, Arctic Monkeys y The Fratellis.

## Diseño
La portada del álbum también presenta un aspecto propio de los años 60 y 70, ya que aparecen fotos de bailarinas de dicha época.
El lanzamiento del álbum en formato CD tiene una manga de cartulina que evoca a los diseños de los discos de vinilo. 
El álbum también tiene un Lado A y un Lado B como los álbumes de vinilo y la edición de vinilo viene acompañada con el CD del álbum.

## Lista de canciones
Todas las canciones escritas y compuestas por Foxboro Hot Tubs. 
| Lado A |                                 |          |  |
| N.º    | Título                          | Duración |  |
| 1.     | «Stop Drop and Roll»            | 2:25     |  |
| 2.     | «Mother Mary»                   | 2:46     |  |
| 3.     | «Ruby Room»                     | 2:01     |  |
| 4.     | «Red Tide»                      | 2:58     |  |
| 5.     | «Broadway»                      | 3:30     |  |
| 6.     | «She's a Saint Not a Celebrity» | 2:26     |  |

| Lado B |                      |          |  |
| N.º    | Título               | Duración |  |
| 1.     | «Sally»              | 3:02     |  |
| 2.     | «Alligator»          | 2:25     |  |
| 3.     | «The Pedestrian»     | 2:15     |  |
| 4.     | «27th Ave. Shuffle»  | 2:50     |  |
| 5.     | «Dark Side of Night» | 2:57     |  |
| 6.     | «Pieces of Truth»    | 3:04     |  |

## Sencillos
| Año  | Título               |  |
| ---- | -------------------- |  |
| 2008 | "Mother Mary"        |  |
| 2008 | "The Pedestrian"     |  |
| 2008 | "Stop Drop and Roll" |  |

## Posición en las listas
- Billboard 200, nº21
- UK Album Chart, nº37
- Lista de álbumes de Suecia, nº58

## Personal
- Billie Joe Armstrong - voz
- Mike Dirnt - bajo, vocales
- Jason White -  guitarra, vocales
- Tré Cool -  batería
- Jason Freese - teclado, saxofón, flauta
- Kevin Preston - guitarra rítmica